# Hoplia excellens
Hoplia excellens är en skalbaggsart som beskrevs av S. Endrödi 1952. Hoplia excellens ingår i släktet Hoplia och familjen Melolonthidae. Inga underarter finns listade i Catalogue of Life.